# Weihnachtsglocke
Die Weihnachtsglocke (Blandfordia punicea) (engl. Christmas Bell) ist eine von vier Pflanzenarten der Gattung Blandfordia, der einzigen Gattung der Familie der Blandfordiaceae innerhalb der Ordnung der Spargelartigen (Asparagales). Sie stammt aus Tasmanien und gedeiht auf nährstoffarmen Sandböden und sauren Moorböden.

## Pflanzenbeschreibung

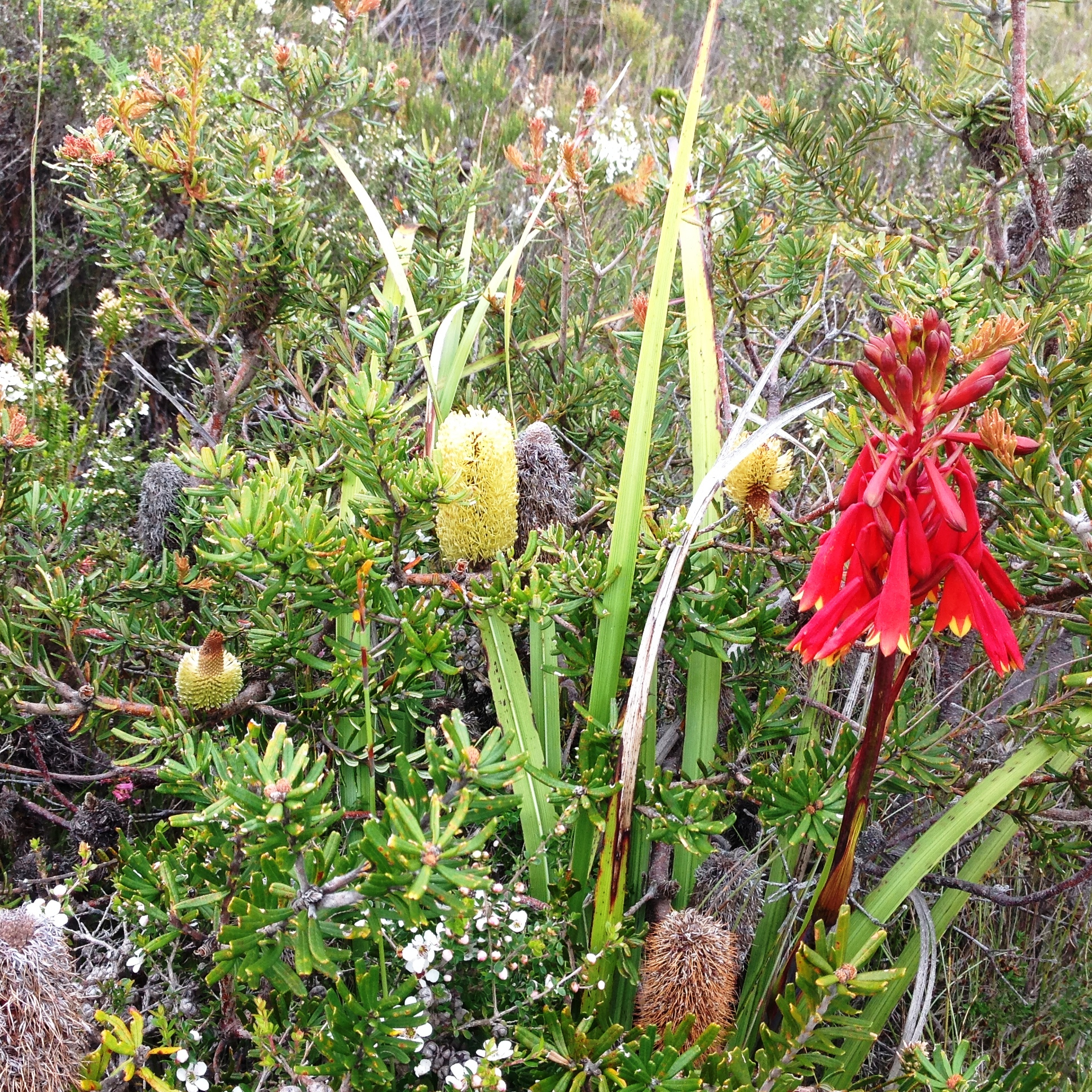
Weihnachtsglocke auf Bruny Island

Die Weihnachtsglocke ist eine ausdauernde, krautige Pflanze mit einem unterirdischen Rhizom und langen, grasartigen schmalen Laubblättern.
In einem lockeren traubigen Blütenstand sind bis zu 20, jeweils an einem kurzen Blütenstiel hängenden Einzelblüten angeordnet. Die leuchtend roten (lat. puniceus „granatapfelfarben“), am Ende gelb gesäumten, hängenden, glockenförmigen Blüten sind etwa 3 cm lang. Die sechs stark röhrenförmig verwachsenen, gleichgestaltigen Blütenhüllblätter (Tepalen) laufen am Ende in kurze Kronzipfel aus.
Wie der Name andeutet, blüht sie um die Weihnachtszeit und kann in großer Zahl vorkommen, sodass der Boden weit hin von ihren roten Blüten bedeckt ist. Die Bestäubung geschieht durch nektarsuchende Vögel. Sie bildet Kapselfrüchte.

## Systematik
Diese Art wurde 1805 als Aletris punicea von Jacques Julien Houtou de Labillardière in Novae Hollandiae Plantarum Specimen, 1 (11), S. 85, Tafel 111 erstbeschrieben. In die Gattung Blandfordia wurde sie 1830 als Blandfordia punicea von Robert Sweet in Sweet's Hortus Britannicus, 2. Auflage, S. 517 gestellt. Weitere Synonyme sind: Blandfordia grandiflora var. marginata (Herb.) Hook.f., Blandfordia grandiflora var. backhousii Hook.f. orth. var., Blandfordia marginata Herb., Blandfordia backhousii Lindl.orth. var., nom. inval.

## Namenserklärung
Der Gattungsname Blandfordia ehrt den englischen Adeligen George Spencer-Churchill, 5. Duke of Marlborough, Marquess of Blandford (geb.  als George Spencer, George Spencer-Churchill ab 1817) (1766 – 1840).